# Kostel svatého Michaela (Krásný Studenec)
Kostel svatého Michaela v Krásném Studenci, XXIV. části statutárního města Děčína, je zaniklá sakrální stavba. Jednalo se o barokní, jednolodní kostel. Byl zbořen na podzim v roce 1966.

## Historie
Poprvé se Krásný Studenec (lat. Pulcher fons, něm. Schönborn) připomíná v roce 1352 jako součást ústeckého děkanátu. Jednalo se zřejmě o zchudlý kostel, protože až v roce 1405 mohl odvádět desátek ve výši tří grošů. Nejstarším známým farářem v místě byl Jakub, který roku 1363 uváděl do úřadu kněze v Rozbělesích. Farář Jakub v roce 1364 však odešel a na jeho místo byl patronem kostela Janem z Vartemberka dosazen kněz Ota Petr z Ústí nad Labem. Ten však roku 1366 rezignoval a na jeho místo nastoupil Jan z Ústí. Během třicetileté války nebyla místní fara obsazeny a od roku 1702 se lokalita stala trvalou součástí nově zřízené farnosti v Děčíně-Podmoklech. Původní středověká stavba kostela byla v roce 1712 zásadně přestavěna a to v barokním slohu.

## Architektura
Kostel měl užší obdélný presbytář. K jeho severní straně byla přistavěna dvoupatrová hranolová věž završená cibulovou střechou a s valeně klenutou sakristií v přízemí.  

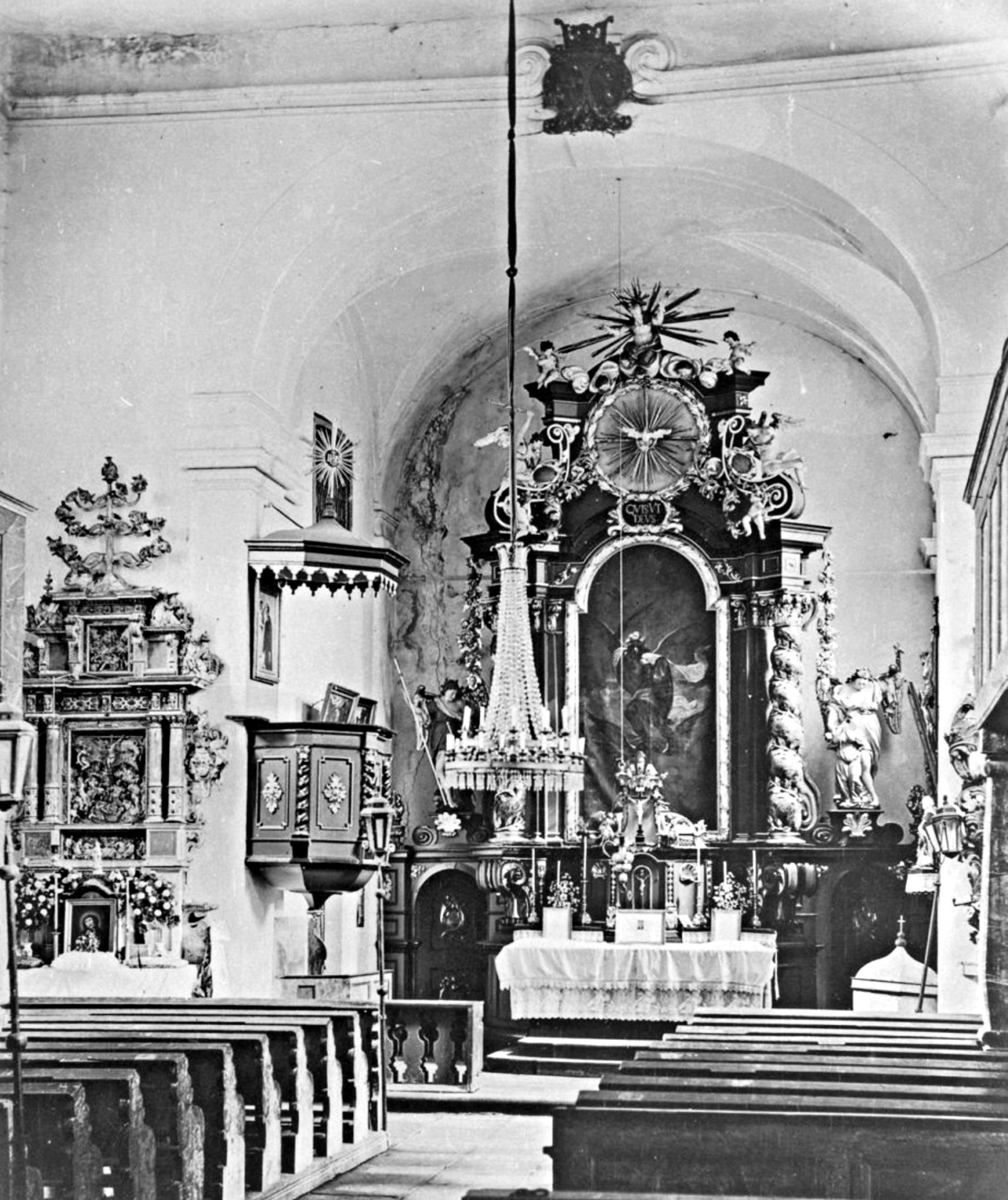
Interiér kostela, hlavní a postranní oltář

Po jižní straně lodi byl hlavní vstup chráněný barokní předsíní. Západní průčelí bylo trojosé, se středním rizalitem, v němž bylo vsazeno portálové, obdélníkové okno a lizénový rámec. Zakončeno bylo trojúhelníkově zakončeným křídlovým štítem s jehlanci. 
Mohutná nízká hranolová věž s pásovými římsami, vpadlými poli a okny, v 1. patře obdélnými, v 2. patře polokruhově ukončenými, byla zastřešena mohutnou cibulovou bání. Presbytář byl sklenut valenou klenbou s dvěma lunetami a dvěma pásy, sbíhajícími na pilastry. Po severní straně byl obdélníkový portál do sakristie (v podvěží).
Před zničením studeneckého kostela se podařilo zachránit renesanční boční oltář, protože ten byl (po restauraci v Jihlavě) již od června 1958 umístěn v kostele sv. Františka v Podmoklech. Jedná se o velmi cennou kulturní památku. Jeho autorem je F. Dittirch starší z Freibergu, jenž oltář zhotovil roku 1605. Do kostela sv. Františka byla umístěna i kamenná křtitelnice z 15. století spolu se sochou sv. Václava. Zvon pro studenecký kostel odlil roku 1587 Wolf Hilger. Wolf Hilger pocházel ze slavného rodu zvonařů, který působil v saském Freibergu od 15. do druhé poloviny 17. století. Varhany vyrobil roku 1718 Leopold Spiegel.
Kostel sv. Michaela v poválečných letech chátral. Peníze na jeho rekonstrukci (240 000 korun) byly místní faře přislíbeny komunistickými orgány již roku 1956. Nikdy však nebyly poskytnuty, a proto se stav kostela nadále zhoršoval. Roku 1966 nakonec MNV v Krásném Studenci zažádalo o demolici kostela, kterou následně ONV v Děčíně schválil. Kostel byl zbořen v listopadu 1966, památkové předměty byly uskladněny v kostele sv. Václava v Děčíně. Dnes se tak na návsi nachází jen zpustlá hřbitovní zeď, na místě kostela bylo po demolici zřízeno dětské hřiště.